# Confederación Argentina de Atletismo
La Confédération argentine d’athlétisme (en espagnol : Confederación Argentina de Atletismo, CADA) est la fédération nationale pour l'athlétisme en Argentine, créée le 19 septembre 1954. Elle remplace la Fédération argentine d'athlétisme, Federación Atlética Argentina, elle-même fondée le 4 juillet 1919. Cette dernière succédait à la Fundación Pedestre Argentina, créée le 13 février 1911 et qui a été membre fondateur de la CONSUDATLE le 24 mai 1918 à Buenos Aires.